# Criterium van Sétif
Het Criterium van Sétif is een voormalige eendaagse wielerwedstrijd in Sétif in Algerije die tussen 2014 en 2016 werd verreden. De wedstrijd maakte deel uit van de UCI Africa Tour, in de wedstrijdcategorie 1.2.

## Lijst van winnaars

### Overwinningen per land
| Overwinningen | Land                       |
| ------------- | -------------------------- |
| 1             | Algerije, Eritrea, Marokko |

2005 · 
2006 · 
2007 · 
2008 · 
2009 · 
2010 · 
2011 · 
2012 · 
2013 ·
2014 · 
2015 ·
2016 ·
2017 ·
2018 ·
2019 ·
2020 ·
2021 ·
2022 ·
2023 ·
2024 ·
2025
Belangrijkste wedstrijden

Ronde van Burkina Faso · La Tropicale Amissa Bongo · Ronde van Kameroen · Ronde van Marokko · GP Chantal Biya · Ronde van Rwanda